# Semur-en-Vallon
Semur-en-Vallon és un municipi francès situat al departament del Sarthe i a la regió de País del Loira. L'any 2007 tenia 476 habitants.

## Demografia

### Població
El 2007 la població de fet de Semur-en-Vallon era de 476 persones. Hi havia 205 famílies de les quals 48 eren unipersonals (28 homes vivint sols i 20 dones vivint soles), 85 parelles sense fills, 64 parelles amb fills i 8 famílies monoparentals amb fills.
La població ha evolucionat segons el següent gràfic:
Habitants censats

### Habitatges
El 2007 hi havia 272 habitatges, 203 eren l'habitatge principal de la família, 48 eren segones residències i 21 estaven desocupats. 263 eren cases i 8 eren apartaments. Dels 203 habitatges principals, 140 estaven ocupats pels seus propietaris, 60 estaven llogats i ocupats pels llogaters i 2 estaven cedits a títol gratuït; 20 tenien dues cambres, 56 en tenien tres, 64 en tenien quatre i 61 en tenien cinc o més. 175 habitatges disposaven pel capbaix d'una plaça de pàrquing. A 86 habitatges hi havia un automòbil i a 99 n'hi havia dos o més.

### Piràmide de població
La piràmide de població per edats i sexe el 2009 era:
| Homes | Edats   | Dones |
| ----- | ------- | ----- |
| 0     | 95 o +  | 0     |
| 0     | 90 a 94 | 0     |
| 4     | 85 a 89 | 4     |
| 0     | 80 a 84 | 4     |
| 4     | 75 a 79 | 4     |
| 0     | 70 a 74 | 12    |
| 12    | 65 a 69 | 20    |
| 20    | 60 a 64 | 20    |
| 20    | 55 a 59 | 8     |
| 20    | 50 a 54 | 28    |
| 16    | 45 a 49 | 12    |
| 8     | 40 a 44 | 8     |
| 16    | 35 a 39 | 16    |
| 24    | 30 a 34 | 12    |
| 4     | 25 a 29 | 16    |
| 16    | 20 a 24 | 12    |
| 4     | 15 a 19 | 8     |
| 12    | 10 a 14 | 8     |
| 12    | 5 a 9   | 8     |
| 12    | 0 a 4   | 12    |

## Economia
El 2007 la població en edat de treballar era de 293 persones, 221 eren actives i 72 eren inactives. De les 221 persones actives 203 estaven ocupades (107 homes i 96 dones) i 18 estaven aturades (6 homes i 12 dones). De les 72 persones inactives 34 estaven jubilades, 16 estaven estudiant i 22 estaven classificades com a «altres inactius».

### Ingressos
El 2009 a Semur-en-Vallon hi havia 205 unitats fiscals que integraven 477 persones, la mediana anual d'ingressos fiscals per persona era de 17.241 €.

### Activitats econòmiques
Dels 11 establiments que hi havia el 2007, 1 era d'una empresa alimentària, 2 d'empreses de fabricació d'altres productes industrials, 1 d'una empresa de construcció, 2 d'empreses de comerç i reparació d'automòbils, 1 d'una empresa de transport, 1 d'una empresa d'hostatgeria i restauració, 2 d'empreses financeres i 1 d'una empresa de serveis.
Dels 2 establiments de servei als particulars que hi havia el 2009, 1 era un taller de reparació d'automòbils i de material agrícola i 1 restaurant.
L'únic establiment comercial que hi havia el 2009 era una fleca.
L'any 2000 a Semur-en-Vallon hi havia 10 explotacions agrícoles que ocupaven un total de 325 hectàrees.

## Equipaments sanitaris i escolars
El 2009 hi havia una escola elemental.

## Poblacions més properes
El següent diagrama mostra les poblacions més properes.